# غدب مندريني
غدب مندريني (باللاتينية: Scrophularia mandarinorum ) هو نوع نباتي يتبع جنس الغدب من الفصيلة الغدبية.